# El Áspero (localidad)
El Áspero es una localidad peruana ubicada en el distrito de Supe Puerto, perteneciente a la provincia de Barranca del departamento de Lima, en la costa central del Perú. 

## Ubicación
El Áspero se ubica al suroeste de la provincia de Barranca, en el distrito de Supe Puerto, en el departamento de Lima.

## Demografía
En 2017 El Áspero tenía una población de 2 habitantes.
| Gráfica de evolución demográfica de El Áspero entre 1993 y 2017 |
|                                                                 |
| Fuentes: Población 1993 y 2017                                  |